# セシリア・ノービー

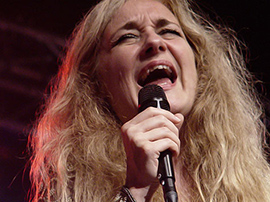
セシリア・ノービー

セシリア・ノービー（Cæcilie Norby、1964年9月9日 - ）は、デンマークのジャズおよびロック・シンガーである。
彼女はデンマークのフレデリクスベアで音楽一家に生まれた。彼女の父親であるエリク・ノービーはクラシックの作曲家であり、母親であるソルヴェイグ・ルンホルトはオペラ歌手。彼女は1982年にバンド「Street Beat」の創設メンバーとなった。その後、2年間、ジャズ・ロック・バンド「Frontline」のメンバーを務めた。1985年から1993年までは、ロック・バンド「One Two」で、歌手のニナ・フォースバーグと共に歌った。1990年代、彼女はジャズに転向し、最初のソロ・アルバムをリリースした。

## 受賞歴
- 1985年: ベン・ウェブスター賞
- 1996年: ベスト・レコーディング・アルバム・イン・ジャパン
- 1997年: シモン・スパイズ・ソリスト賞
- 2000年: ウィルヘルム・ハンセン音楽賞
- 2010年: IFPIの名誉賞

## ディスコグラフィ

### スタジオ・アルバム
- 『セシリア・ノービー』 - Cæcilie Norby (1995年)
- 『マイ・コーナー・オブ・ザ・スカイ』 - My Corner of the Sky (1996年)
- 『甘い生活』 - Queen of Bad Excuses (1999年)
- 『ファースト・カンヴァセーション』 - First Conversation (2002年)
- Slow Fruit (2005年)
- Arabesque (2010年)
- Silent Ways (2013年)
- Just The Two Of Us (2015年) ※with Lars Danielsson

### ライブ・アルバム
- London/Paris (2004年)

### コンピレーション・アルバム
- I Had a Ball - Greatest & More (2007年)
- Portraying (2020年)

### Frontline
- Frontline (1985年)
- Frontlife (1986年)

### One Two
- One Two (1986年)
- Hvide Løgne (1990年)
- Getting Better (1993年)